# Maurycy Przybyłowicz
Maurycy Przybyłowicz – polski basista jazzowy, rockowy i popowy, inżynier dźwięku.

## Kariera
Wywodzi się ze szczecińskiego środowiska muzycznego. Grał muzykę jazzową, będąc basistą zespołu Antidotum, który działał przy klubie „Pinokio” Politechniki Szczecińskiej od drugiej połowy lat 70. do jesieni 1978 roku. W skład grupy wchodzili także: Andrzej Winnicki (lider; fortepian), Marek Kazana (saksofon altowy), Piotr Put (skrzypce), Jacek Głowacki (instrumenty perkusyjne) i Roman Rączy (perkusja). W roku 1978, Antidotum wystąpiło w konkursie XV Festiwalu Jazz nad Odrą (Teatr Współczesny, 17-18 marca, Wrocław). W latach 1981–1982 szczeciński muzyk był basistą i kierownikiem muzycznym zespołu Lombard, z którym nagrał jego debiutancki album pt. Śmierć dyskotece! (wyd. 1983). Później, jako członek zespołu instrumentalnego pod kier. Mariusza Rybickiego wziął udział w nagraniu płyty Eleni pt. Morze snu (wyd. 1984). W latach 1988–1991 występował z zespołem Sequence Band w dyskotekach na Bliskim Wschodzie i w krajach Skandynawii. Na przełomie lat 90. i 2000., współpracował, jako basista i kontrabasista ze szczecińską grupą Sklep z Ptasimi Piórami, czego efekt to m.in. nagrania studyjne opublikowane na płytach Sklep z Ptasimi Piórami (rok założenia 1978) (1996) i Płynie czas... (2003). Od wielu lat jest inżynierem dźwięku, a także założycielem, bądź współpracownikiem firm nagłośnieniowych (Moris Sound, Fotis Sound).